# Italianità
Der Begriff Italianità („Italianität“) kam während des 19. Jahrhunderts im Zuge des Risorgimento in den Reihen der panitalienischen Bewegung auf. Er postulierte eine genuine gesamtitalienische Identität. Italianità umfasst das Wesen, die Art, die Natur und den Charakter Italiens und der Italiener.

## Begriffsgeschichte
Der Begriff war in der ersten Hälfte des 20. Jahrhunderts von Bedeutung unter anderem auf den Gebieten der Kunst und Architektur bei der Herausbildung eines eigenen italienischen Zuganges zur Moderne.
Eine besondere Rolle spielte das Schlagwort Italianità in der Zeit des Faschismus. Dies war beispielsweise bei der zwangsweisen Italianisierung der nach dem Ersten Weltkrieg einverleibten Gebiete mit nicht-italienischer Bevölkerungsmehrheit, wie im Südtirol mit deutschsprachiger und ladinischer Bevölkerung, der Fall. Das Mussolini-Regime sah die Italianità der Italiener im Ausland, zumal im kulturell verwandten und durch seine kulturelle Führungsrolle als Konkurrenz betrachteten Nachbarland Frankreich bedroht. Um diese zu „retten“ baute es im Ausland enge Strukturen auf. So ließ das Konsulat in Cannes zum Beispiel am 1. Juli 1932 Propagandabroschüren mit der Überschrift „Du bist Italiener und musst Italiener bleiben“ drucken.
Auch in der italienischsprachigen Bevölkerung der Schweiz wurde zu Beginn des 20. Jahrhunderts eine Diskussion um die Italianità geführt, sie entstand wegen des befürchteten Kulturverlusts durch den massiven Zuzug von Deutschschweizern und Deutschlanddeutschen, hauptsächlich Angestellte in leitender Stellung, die eigene Schulen und eine eigene Zeitung (Tessiner Zeitung) betrieben, und sich vom Bäcker bis zum Anwalt eine eigene Infrastruktur in Tessin aufbauten. Die gemäßigte Antwort darauf waren die Rivendicazioni ticinesi (Tessiner Ansprüche; auch als Tessiner Begehren übersetzt), die extreme Reaktion bildete Adula. Die 30 Forderungen an den Bundesrat wurden etwa zur Hälfte erfüllt und hatten die Schließung der deutschsprachigen Schulen (außer von zwei Privatschulen) zur Folge.
Im Italien der Nachkriegszeit ist der Gebrauch des Schlagwortes zurückgegangen. Allerdings wurde es durch den ehemaligen Ministerpräsidenten Silvio Berlusconi wieder häufiger benutzt. Dieser hatte unter anderem während der Sanierung bzw. dem Verkauf der Fluggesellschaft Alitalia immer wieder betont, dass es wichtig sei für Italien, eine nationale Fluggesellschaft zu haben. Dabei verwendete Berlusconi den Begriff der Italianità. Im Wahlkampf des Jahres 2008 verhinderte er so unter anderem eine komplette Übernahme der Fluggesellschaft durch die Air France.
Gennaro Sangiuliano, ein italienischer Politiker mit politischer Herkunft im neofaschistischen „Movimento Sociale Italiano“ (MSI), forderte die Gründung eines „Museo dell’Italianità“ in Bologna.

## Italianità im Marketing
Italianità hat in der deutschsprachigen Schweiz durch entsprechendes Marketing eine positive Bedeutung erhalten. Sie ist Ausdruck italienischer Lebensart und Lebensfreude, des Dolce Vita geworden, die durch die eingewanderten Italiener seit 1960 und durch Ferien in Italien, Einzug gehalten haben. Typische Beispiele italienischer Alltagskultur sind Gerichte wie Pasta und Pizza, Trinken von Kaffee (Espresso, Cappuccino) und Wein, Musik von Eros Ramazzotti, Zucchero, Laura Pausini, Tiziano Ferro und Gianna Nannini, Motorräder wie die Vespa von Piaggio und Autos von Fiat und Alfa Romeo.